# Vattajanniemi
Vattajanniemi este o arie protejată (arie specială de conservare — SAC, sit de importanță comunitară — SCI) din Finlanda întinsă pe o suprafață de 3.970 ha, integral pe uscat.

## Localizare
Centrul sitului Vattajanniemi este situat la coordonatele 63°58′28″N 23°20′40″E / 63.9744°N 23.3444°E.

## Înființare
Situl Vattajanniemi a fost declarat sit de importanță comunitară în august 1998 pentru a proteja un număr necunoscut de specii din flora spontană și fauna sălbatică aflate în arealul zonei. Situl a fost protejat și ca arie specială de conservare în aprilie 2015.

## Biodiversitate
Situată în ecoregiunea boreală, aria protejată conține 18 habitate naturale: Insulițe și insule mici din Baltica boreală, Bancuri de nisip acoperite în permanență slab de apă marină, Lagune de coastă, Golfuri mici largi și golfuri puțin adânci, Pășuni de coastă din Baltica boreală, Litoraluri nisipoase din Baltica boreală cu vegetație perenă, Dune mobile cu vegetație embrionară, Dune mobile de-a lungul țărmului cu Ammophila arenaria („dune albe”), Dune de coastă fixe cu vegetație erbacee („dune gri”), Dune fixe decalcificate cu Empetrum nigrum, Dune împădurite din regiunile atlantică, continentală și boreală, Depresiuni intradunale umede, Lacuri și iazuri distrofice naturale, Mlaștini turboase de tranziție și turbării mișcătoare, Taiga vestică, Păduri naturale în etape succesive primare ale suprafețelor emergente de coastă, Pășuni din zone de pădure fino-scandinave, Păduri caducifoliate de mlaștină fino-scandinave.
La baza desemnării sitului se află un număr nedeclarat de specii protejate.
Pe lângă speciile protejate, pe teritoriul sitului au mai fost identificate 5 specii de plante, 12 specii de păsări, 5 specii de nevertebrate.